# 熱血!すとりーとバスケット
『熱血!すとりーとバスケット』（ねっけつすとりーとバスケット）は、テクノスジャパンより1993年12月22日に発売された、ファミコンゲームソフト。フルタイトルは『熱血!すとりーとバスケット がんばれ DUNK HEROES』。ファミコン最後のくにおくんシリーズであると同時に、テクノスジャパンより発売された最後のファミコンゲームソフトである。

## 概要
内容は、熱血スポーツゲームの例に漏れず、ケンカストリートバスケットゲームである。
このソフトはスーパーファミコンソフト『ダウンタウン熱血べーすぼーる物語』（1993年）、GBソフト『くにおくんの時代劇だよ 全員集合!』（1993年）と同時期に発売され、それぞれの取扱説明書についている応募券を二枚一組で応募すると、抽選で合計1000名にテクノスジャパンオリジナル「くにおくん腕時計」他がプレゼントされるキャンペーンがあった。

## ゲーム内容
2on2で戦う前後半3分ずつのハーフ制。それまでの熱血スポーツシリーズに見られる足払いやスライディングのように正規のスポーツのルールに溶け込んだものではなく、あからさまに殴る蹴るの暴行を加えることができ、果ては武器の使用まで許されているケンカストリートバスケットゲーム（体力ゲージは無い）である。
それぞれのチームに高中低の3つのボードの下端にリングが1つずつあり、高に入れると4点、中低は3点が加算される。リングはある程度の得点を入れるとボードから外れて落ちる。拾って直すこともできるが、相手に奪われて相手のボードに付けられることもある。その場合、奪われたリングに入っても相手の得点となり、自チームは得点できるリングを一つ失うことになる。各ステージにはそれぞれ、段差やジャンプ台などの仕掛けがある。

## ストーリー
「ダウンタウンクイズ」と言うクイズ番組で優勝したくにおは、賞金としてアメリカ旅行を勝ち取った。くにおは「ジョニーにでも会ってくるか」とアメリカ行きの飛行機に乗り込む。だがその飛行機のタイヤにはくにおがアメリカ旅行に行くことを聞きつけたりきが、ストリートバスケット大会のチラシを持ってムリヤリ連れてきたごだいを従えていた。アメリカに着いた一行はジョニーと合流。ねっけつダンクヒーローズを結成して、大会に挑む。

## 登場キャラクター

### 熱血ダンクヒーローズ
ホームコートはナイアガラ付近のストリート。奥の段差以外特に特徴はない。
くにお
シュート力の高い、ダンクヒーローズの点取り屋。他の能力も高水準で、アタック技も使いやすい。必殺シュートはナッツシュートで強力な得点源。また、武器を持った状態でダッシュ中にBボタンを押すと回転アタックを繰り出せる。
りき
能力は平均的かつ高水準。必殺シュートのアッパーシュートは強力な得点源（ただし無敵では無いため、フロリダのワープでカットされてしまう）で、アタック技も使いやすいものが多い。アイテムでどんな味も出せる。オープニングでは、くにおがアメリカ旅行をすることを聞きつけて（この時にくにおを羨ましがりながら「世界の果てまでついていくぜー!」と発言している）、飛行機のタイヤにへばりつきアメリカまで飛んできた。適正な手続きを受けていない（パスポートを持ってない状態で来た）ため、アメリカでは密入国者ということになる。
ごだい
『いけいけ熱血ホッケー部』と同様、ダウンタウンシリーズのキャラクターから唯一登場。本作ではダンクヒーローズのツブし屋。パワー、スピードが高く、ハリセン攻撃はリーチが長く相手のディフェンスを押さえ込み、仲間に得点ラッシュをさせることが可能。ジャンプ技のハリセンスクリューは非常に当てやすい。必殺シュートはしんくうシュート。りき同様パスポートを持ってきてなかったため、アメリカでは密入国者（しかもりきに強引に連れて来られた）。そのため、オープニング・エンディングの両方で悲惨な目にあう。また、制服の色が紺色から黄緑色（『ダウンタウン熱血行進曲』および『びっくり熱血新記録』の連合チームのカラー）に変わっている。
ジョニー
『熱血新記録』から登場。スピードはあるが、その他の能力が低い。またアタック技もどれも使いこなすのは難しいが、ダッシュ攻撃のJ.スルーは一撃で確実に相手を遠くに吹っ飛ばすことができる。必殺シュートはひのたまシュート。

### 相手チーム

#### ニューヨークキッズ
スラム街のヒップホップな少年たちのチーム。トレードマークは逆に被ったキャップ。スケボーを主に好んで使う。全体的にシュート力がないが、スライムシュートはくにおのナッツシュートと同様、ボールが地面に付くまでは取れない高性能の必殺シュートである。また、地下通路の屋根からのダンクシュートで点を取る戦法も得意とする。ホームコートはニューヨークのスラム街。背景奥にある地下通路が特徴。
マイケル
スピードとジャンプ力が高い。後に『ダウンタウン熱血行進曲DX』、『熱血格闘伝説』にも登場する。
エディ
スタミナとジャンプ力がある。
セラリ
パワーは低いがスタミナが最高値を誇る。そのため、吹き飛ばされても即座に受け身を取って復帰できる。
ルード
スピードは最高値を誇り、ジャンプ力も高い。

#### ネイビーシールズ
海の上がホームの海兵たちのチーム。トレードマークは涼しげなGIカットと角張った顔。諸々の突進攻撃が強力。射程は短いが、口からレーザーを吐くことが出来る者もいる。必殺シュートはロケットシュート。ホームコートは空母。様々な武器が回転寿司のように流れてくるベルトコンベアが特徴。
アッシュ
全キャラ中で最高クラスのステータスを誇り、中でもシュート力は最高値。
ウルフ
スピード値はチーム内で一番高い。
トライブ
スピード値は低いが、スタミナとシュート力はやや高い。
ブレイク
ステータスは全体的にやや低めだが、スタミナのみやや高め。

#### フロリダエスパーズ
フロリダの宇宙センターの研究員たちのチーム。トレードマークはスキンヘッド。科学者風の外見とは裏腹に全員が超能力者で、超自然的かつ理不尽なプレイスタイルが特徴。必殺シュートはワープシュート。ホームステージは宇宙センター。奥の段差以外、特に特徴はない。
ピエール
パワーはサンフランシスコローズのミックと並んで全キャラ最高値を誇る。また、ある事をすると武器を宙に浮かせて攻撃するやまだのじゅつとおぼしき技が使える。
ホフマン
ピエールを弱くしたような能力だが、テレポートを使用する。
エスパ
スピードは無いがパワーは高い。
グリース
ジャンプ力は無いがスタミナとパワー、シュート力がある。テレポートを使用する。

#### テキサスボーイズ
カントリーサイドの荒くれ者たちのチーム。トレードマークは頭に巻いた水色のバンダナ。ムチやプロレス技を利用したアタック技が非常に強く、特に殴り合いに関しては強い。スピードやシュート力が抜群で、基礎能力が高い。必殺シュートはアクセルシュート。ホームコートはテキサスの農場。後足がジャンプ台になる馬が特徴。
スナイプ
スタミナが最高レベルのため、吹き飛ばされても絶対にダウンしない。また、スピードやシュート力も高い。
ホーク
スタミナ、パワー、スピードを兼ね備えるテキサスチームのつぶし屋。
ジャガー
スピードとシュート力が最高。
ジミー
スタミナとジャンプ力は無いがジャガーと同じくスピードとシュート力は最高。

#### ハワイファイヤーズ
炎のハワイアンたちのチーム。トレードマークは真っ赤に日焼けした肌とワイルドな髪型。必殺シュート・ジャイアントシュートが強力で最大10点を一気にもぎ取る。全体的にスピードやシュート力も高く、殴り合いにも強い。ホームコートはビーチサイド。ジャンプ台になるパラソルや障害物になるテーブルや看板が特徴。
きらうえ
パワー、ジャンプ力、シュート力が高い実力者。
へっど
ジャンプ力、シュート力が高い。
わいいき
スピードが最高。スタミナも高い。
ぼーん
パワーは無いが最高のシュート力を持ち、スピードも高い。

#### サンフランシスコローズ
パワフルなマッチョたちのチーム。トレードマークは鍛えられた肉体と日焼けした肌。スピードはないがその他の能力が優秀なマッチョたちがそろっている。必殺シュートは10トンシュート。ホームコートはサンフランシスコのストリート。障害物になる車やバイクが特徴。
ミック
フロリダエスパーズのピエールと並んで最高のパワーを持つ。また、シュート力も高い。イラストでは色白の美少年である。
ショーン
パワーはやや高く、それ以外の能力もチーム内では平均的な性能を持つ。
リック
スピードは無いがシュート力は最高。
ライン
パワーやジャンプ力は無いがスタミナとシュート力が最高。スピードは中程度だがチーム内では一番高い。

#### ラスベガスギャンブラーズ
ギャンブラーマジシャンたちのチーム。トレードマークは整えられた金髪。スタミナやパワーは低いがハトやステッキや花束を利用した攻撃は逃れにくい。博打でロングシュートを撃ってくることもある。必殺シュートはバクチクシュート。ホームコートはラスベガスのカジノ街。得点が変動するスロットマシンが特徴。
- 星×3 - 入れた得点×3
- 「7」×3 - 入れた得点×5
- 爆弾×3 - 入れた得点×-3（減点）

スロット
シュート力が最高。スピードやジャンプ力も高い。
ルーク
パワー、シュート力は無いがスピードは中程度。
ポーカー
スタミナは無いが、ジャンプ力とシュート力は平均的。
ギャモン
ジャンプ力は無いがシュート力が高く、スピードもある。

## 他機種版
| No. | タイトル                                             | 発売日         | 対応機種                                      | 開発元             | 発売元                 | メディア                                        | 型式         | 備考                                       |
| --- | ---------------------------------------------------- | -------------- | --------------------------------------------- | ------------------ | ---------------------- | ----------------------------------------------- | ------------ | ------------------------------------------ |
| 1   | 熱血!すとりーとバスケット                            | 2004年8月30日  | iアプリ                                       | ウェブドゥジャパン | ウェブドゥジャパン     | ダウンロード （熱血硬派くにおくんi）            | -            |                                            |
| 2   | くにおくん 熱血コレクション1                         | 2005年8月25日  | ゲームボーイアドバンス                        | ミリオン BRS       | アトラス               | ロムカセット                                    | AGB-B9AJ-JPN |                                            |
| 3   | 熱血!すとりーとバスケット                            | 2007年6月14日  | BREW対応機種 Java Phase3対応機種 （EZアプリ） | ウェブドゥジャパン | ウェブドゥジャパン     | ダウンロード （熱血硬派くにおくんEZ）           | -            |                                            |
| 4   | くにおくん熱血コンプリート ファミコン編              | 2016年12月8日  | ニンテンドー3DS                               |                    | アークシステムワークス | 3DSカード                                       | CTR-P-BKCJ   | 他シリーズのファミコン10作品との合同収録作 |
| 5   | くにおくん ザ・ワールド 〜クラシックスコレクション〜 | 2018年12月20日 | Nintendo Switch PlayStation 4 Xbox One Steam  |                    | アークシステムワークス | Switch専用ゲームカード ディスクROM ダウンロード |              | 他シリーズのファミコン17作品との合同収録作 |

携帯電話アプリ版では、上記のチームとの対戦以外にお馴染みのダウンタウンメンバーたちが挑戦を挑んできて、勝利するとそのキャラクターが仲間になる。登場するキャラクターは順にすがた、にしむら、さおとめ、くまだ、こばやし、もちづき、りゅうじ、ごうだ、りゅういち、とうどうの計10名。

## スタッフ
- デザイン：つぼ りん（坪谷衛）、ロフト マスター みな、あにき わたなべ（渡邊晴行）
- プログラム：ダイナマイト とよいち、ストレートさとう、たけ ちゃん
- 音楽：びあんき さわ（澤和雄）、うらべ くん（浦部拓）
- 広報：しみず さん、かわぞえ さん（川添清子）
- サンクス：のっぽ にしざわ（にしざわあつゆき）、しろちゃん（白戸政男）、コマンドー まるやま、ストマック たかはし、つっちい、わたなべ ゆうたくん、すずき としゆきくん
- 企画：よこ ぺん

## 評価
ゲーム誌『ファミリーコンピュータMagazine』の読者投票による「ゲーム通信簿」での評価は以下の通りとなっており、19.3点（満30点）となっている。
| 項目 | キャラクタ | 音楽 | お買い得度 | 操作性 | 熱中度 | オリジナリティ | 総合 |
| 得点 | 3.5        | 2.9  | 3.3        | 3.4    | 3.1    | 3.2            | 19.3 |